# 邹庄镇
邹庄镇，是中华人民共和国江苏省徐州市邳州市下辖的一个乡镇级行政单位。

## 行政区划
邹庄镇下辖以下地区：
新兴社区、邹庄村、韩家村、小楼村、刘沟村、卞湖村、红圈村、孟桥村、石东村、秦滩村、古宅村、孟楼村、邹埠村、呦山村、汉庄村、丁滩村和沙埠村。